# Segura-klassen
Segura-klassen er en række af minerydningsfartøjer produceret for Armada Española i slutningen af 1990'erne og starten af 2000'erne. Klassen er navngivet efter spanske floder, og er navngivet efter den første enhed i klassen M31 Segura.

## Design og konstruktion
Skibene blev konstrueret til at erstatte de otte gamle kystminerydnigsskibe i 1990'erne. Efter planen skulle der konstrueres 12 skibe, halvdelen kystnære enheder og den anden halvdel skulle kunne operere på åbent hav. Konstruktionen af de kystnære enheder blev udsat, og senere annulleret.
De første fire enheder (M31-M34) blev bygget i en serie ved Izar-værftet (senere Navantia) efter den britiske Sandown-klasses forbillede. Senere blev der produceret to enheder, med en option på yderligere to enheder. Skibene blev, i forhold til Sandown-klassen, produceret med en del spanske ændringer med fokus på:
- At detektere forankrede miner på mellem 200-300 meters dybde.
- At designet minimerer den magnetiske og akustiske signaturer samt at klassen skaber så få trykbølger i vandet ved bevægelse.
- At kunne overleve en minedetonationer i nærheden.

### Antimagnetisme
For at minimere skibenes magnetiske signatur er skibene ikke konstrueret i stål men af glasfiber med en PVC-kerne, beklædt med vinyl og polyester. Som en yderligere foranstaltning er de to elektromotorer fabrikeret til at udligne hinandens magnetfelt.

### Fremdrivning
Skibene er udstyret med to dieselgeneratorer, de driver to elektromotorer der er placeret agterst i skibet over vandlinjen for at minimere skibenes undervandsstøjniveau.
Skibene benytter ikke traditionelle propeller, men et lydløst Voith-Schneider fremdrivningssystem, der giver skibene en formidabel manøvreevne og gør dem i stand til at vende på deres egen akse.
Skibenes to RHIB er også begge udstyret med støjdæmpede motorer.

### Udstyr
Ligesom sine forgængere råder klassen over dykkerudstyr og undervandsdroner (Gayrobot Pluto Plus) der gør skibe i klassen i stand til at finde og destruere miner på 300 meters afstand. De sidste enheder i klassen blev i stedet udrustet med Kongsberg Minesniper (en fjernstyret undervandsdrone der er i stand til at finde og destruere miner på 4.000 meters afstand.
Segura-klassen er desuden udstyret med en skrogmonteret sonar, der kan detektere miner på 300 meters afstand. Skibene er udstyret med to kraner samt et dekompressionskammer i tilfælde af dykkersyge.

## Skibe i klassen
| Pennant | Navn   | Søsat             | Indgået          | Skæbne     | Kaldesignal |
| ------- | ------ | ----------------- | ---------------- | ---------- | ----------- |
| M31     | Segura | 25. juli 1997     | 27. marts 1999   | I tjeneste | EBIK        |
| M32     | Sella  | 6. juli 1998      | 28. maj 1999     | I tjeneste | EBIL        |
| M33     | Tambre | 5. maj 1999       | 18. februar 2000 | I tjeneste | EBIM        |
| M34     | Turia  | 22. november 1999 | 20. maj 2000     | I tjeneste | EBIN        |
| M35     | Duero  | 28. april 2003    | 5. juli 2004     | I tjeneste | EBIF        |
| M36     | Tajo   | 10. juni 2004     | 10. januar 2005  | I tjeneste | EBIG        |

## Eksterne links
- ACP113 (AG) (Webside ikke længere tilgængelig)